# Tullio d'Albisola

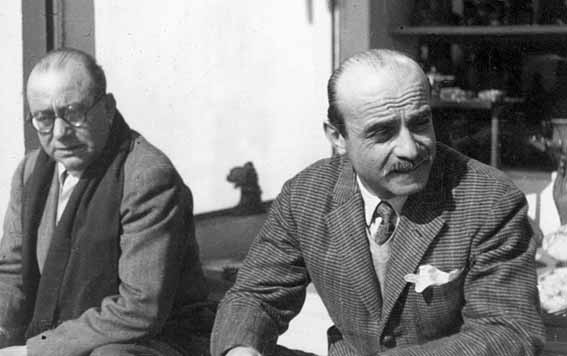
Tullio d'Albisola e Lucio Fontana (!949)

Tullio d'Albisola, pseudonimo di Tullio Mazzotti (Albisola Superiore, 2 dicembre 1899 – Albissola Marina, 19 maggio 1971), è stato un ceramista, scultore, editore e scrittore italiano.

## Biografia
Tullio Mazzotti era il secondogenito di Giuseppe (1865-1944), vasaio, detto Bausin, nato a Bolzino (frazione di Varazze), e di Celestina Gerbino Promis. Il primogenito si chiamava Torido (1895-1988) e la sorella minore Vittoria. 
Nel 1903 Giuseppe Mazzotti ad Albisola, in località Pozzo Garitta, aprì la "Fabbrica di ceramiche d’arte tradizionale e moderne Giuseppe Mazzotti". Un forno era per le ceramiche artistiche. Torido s'iscrisse all’Istituto di arti e mestieri di Savona e Tullio rimase a bottega col padre. 
All'inizio della I Guerra mondiale Torido era disegnatore all’Ansaldo e Tullio andò soldato, nel Genio telegrafisti. Dopo la guerra Giuseppe Mazzotti per un periodo entrò in società con i fratelli ceramisti Valle. Tullio fu arrestato per una rissa con fascisti, fu condannato e poi assolto.

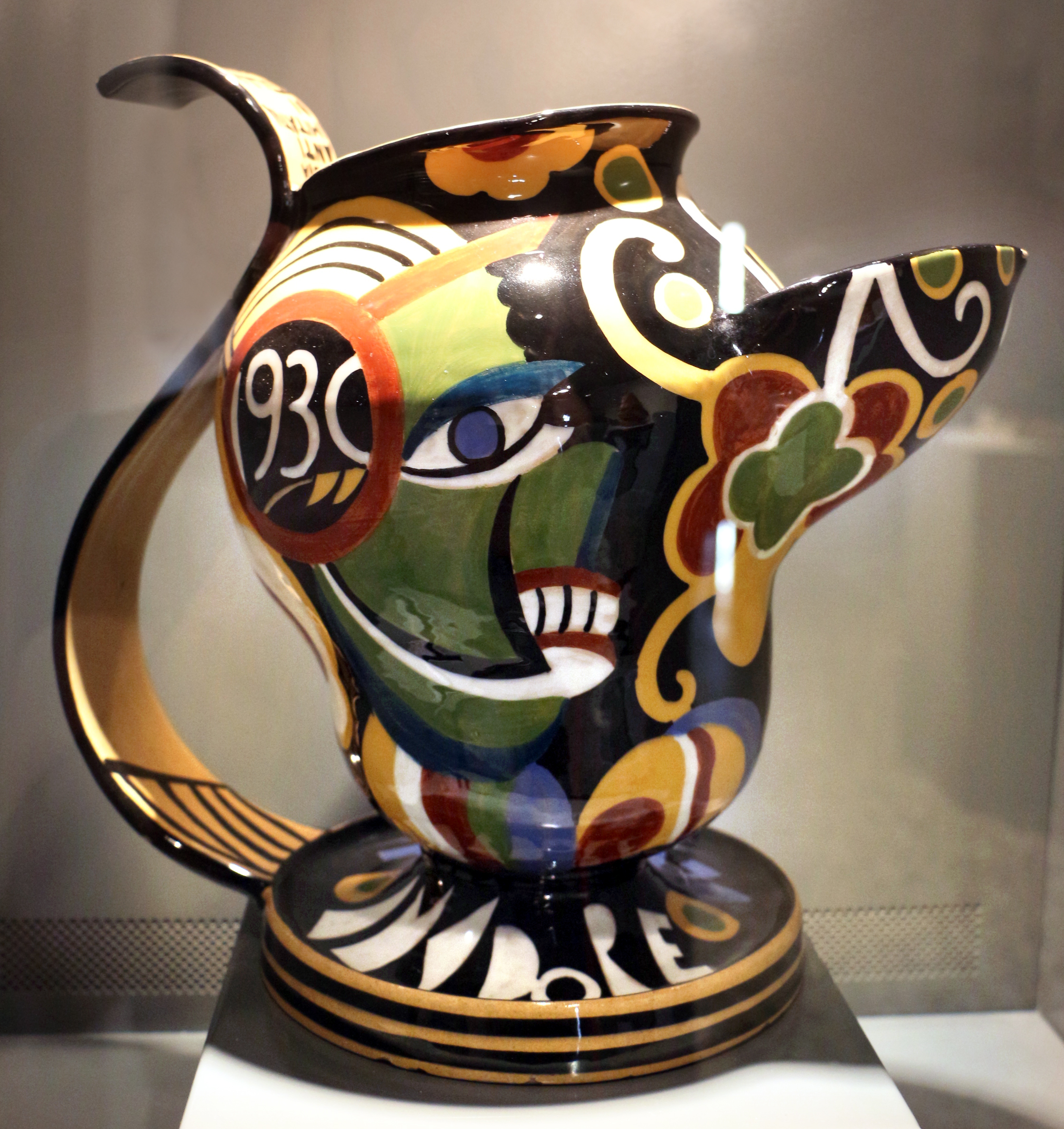
Tullio d'Albisola (Tullio Mazzotti), per casa Giuseppe Mazzotti, Boccale policentrico Fobia anti imitativa di Tullio, 1930

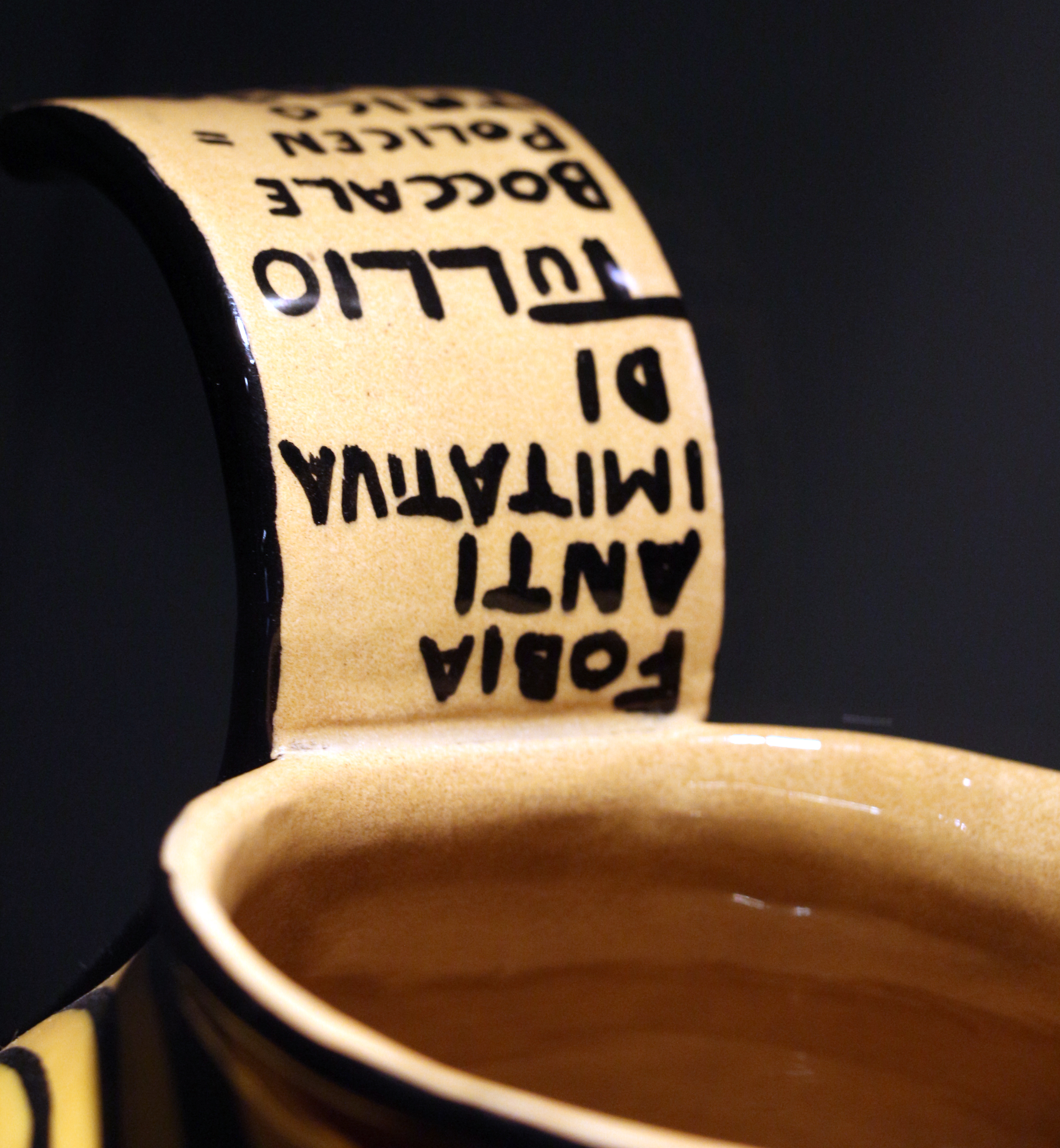
Tullio d'Albisola (Tullio Mazzotti), per casa Giuseppe Mazzotti, boccale policentrico Fobia anti imitativa di Tullio, 1930, part.

Nel 1925 la ditta Mazzotti inaugurò nuovi locali ad Albisola Superiore, pur mantenendo a Pozzo Garrita la produzione di ceramiche artistiche. Opere in ceramica di Torido e di Tullio furono mandate all’Esposizione internazionale di arti decorative di Parigi. I fratelli Mazzotti seguirono a Faenza, nel 1929, un corso di perfezionamento in ceramica artistica e a Faenza entrarono in contatto con Gaetano Ballardini e Giuseppe Liverani, i fondatori del locale Museo internazionale delle ceramiche. Impararono ad usare il forno elettrico, sia per il prodotto bello, cioè decorato e verniciato, sia per il biscotto, la ceramica grezza. Nacque così, al loro ritorno, lo stile Albisola che interpretava con maestria, nel gusto e nei colori, la ceramica tradizionale ligure.

### Tullio futurista
A metà degli anni Venti, Tullio aderì al futurismo e fu soprannominato Tullio d’Albisola da Filippo Tommaso Marinetti. Un gruppo di giovani artisti torinesi arrivarono ad Albisola: l’architetto bulgaro Nicolay Diulgheroff, il triestino Farfa (Vittorio Tommasini), Pippo Oriani, Mino Rosso, Alberto Sartoris e Fillia (Luigi Colombo) che eseguì disegni e modelli per la ditta Mazzotti. Albisola divenne così luogo di incontro per pittori, scultori e intellettuali legati al movimento futurista. 
Nel 1925 Tullio ideò le ceramiche dinamiche dai forti e smaglianti cromatismi, con forme ispirate al futurismo: sono le prime ceramiche antidecorative, o antimitative - come le definirà Tullio, nel suo opuscolo La ceramica futurista (Savona, 1939). La ditta Mazzotti come marchio adottò il disegno di una fornace, seguito dalla sigla "M.G.A." (Mazzotti Giuseppe Albisola). All’attività della famiglia collaborarono la sorella minore Vittoria e suo marito Marino Baldantoni.

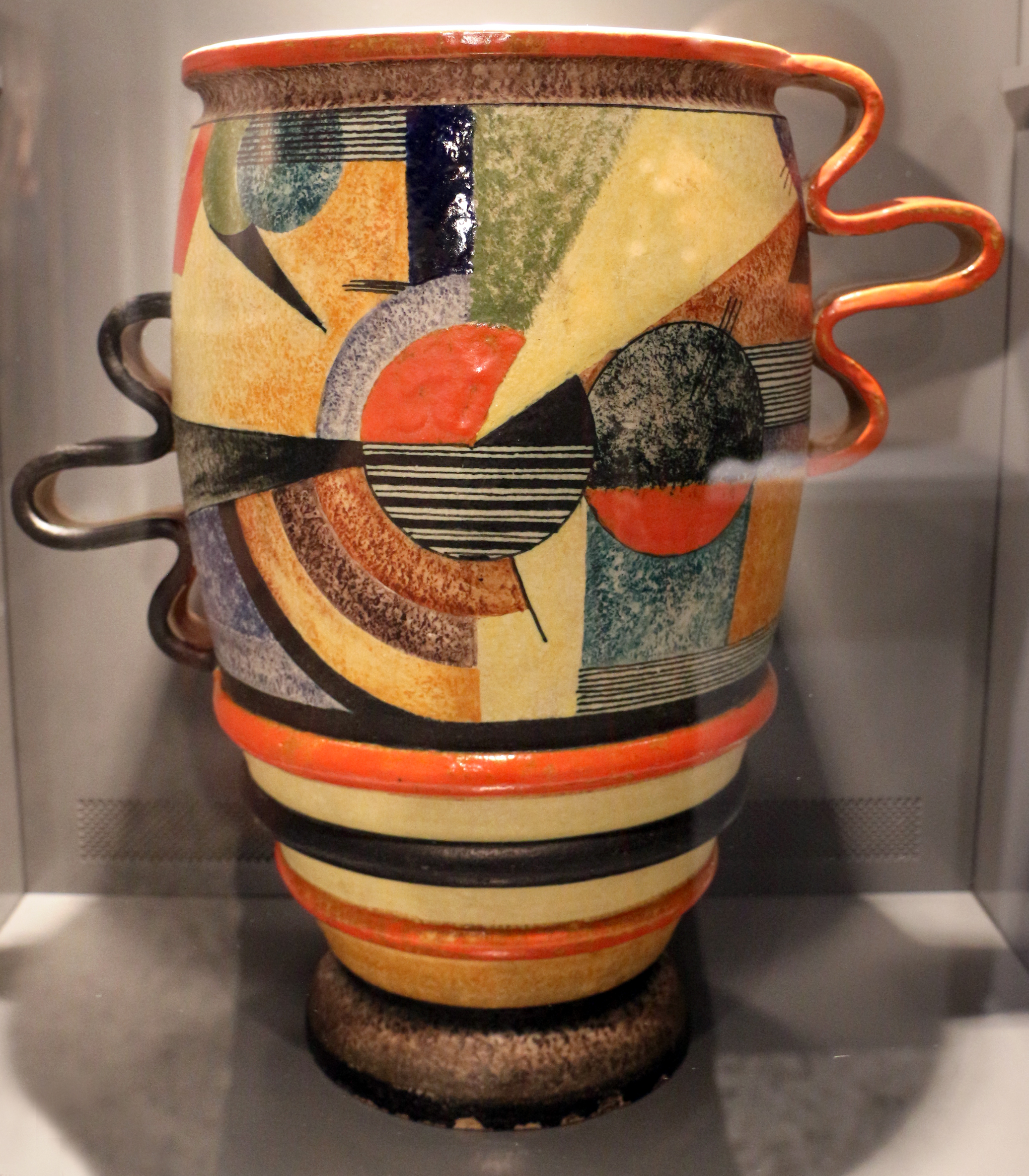
Nicolay Diulgheroff per casa Giuseppe Mazzotti, vaso, 1932 c.

Nel 1927 Tullio partecipò alla III Biennale di arti decorative dell'ISIA di Monza, iniziò a collaborare con Bruno Munari e eseguì modelli e decori dalle forme innovative e scomposte. Nel 1928 espose Presepe strapaesano alla Mostra dei presepi antichi e nuovi, allestita a Torino a palazzo Madama. Nel 1929 partecipò alla mostra "Trentatré futuristi", organizzata da Fillia nella galleria Pesaro di Milano. Fra il 1930 e il 1932, con Alf Gaudenzi, Giacomo Picollo e altri artisti genovesi, Tullio fondò il "Gruppo Sintesi".
Nel 1930 partecipò alla IV Triennale di arti decorative industriali e moderne di Monza, ad "Arte futurista" ad Alessandria, alla "Mostra futurista architetto Sant’Elia" e a "Ventidue pittori futuristi", alla galleria Pesaro di Milano. Nel 1931 espose alla mostra del gruppo "Sintesi" di Genova, alla Mostra futurista di Firenze e a quella di Savona. Nel 1932 partecipò alla mostra '"Enrico Prampolini et les aeropeintres futuristes italiens", alla "Galerie de la Renaissance" di Parigi.
Nel 1936 Tullio presentò alla VI Triennale di Milano un pannello in ceramica di 40 metri quadrati, con l'allegoria Le forze fasciste e partecipò alla "Mostra di plastica murale" a Genova, in Palazzo Ducale, con sculture in ceramica di Lucio Fontana, da lui realizzate.
All’Esposizione internazionale di Parigi, del 1937, Tullio espose Fregio delle corporazioni, un grande pannello di ceramica - m 3 x 20 - realizzato in collaborazione con Strada.

### La casa-laboratorio
Nel 1932 Tullio acquistò un terreno, per costruire una modernissima casa-laboratorio-negozio, su progetto di Diulgheroff, cui fu aggiunta nel 1934 una nuova ala per i laboratori. "Casa Mazzotti", oggi sede della ditta "Ceramiche Mazzotti" e dove si conserva l'archivio di documenti di Tullio d'Albisola, è una delle poche abitazioni futuriste rimasta intatta ai nostri giorni. Qui Tullio sperimentò tecniche d'avanguardia e modellò la ceramica in forme e la dipinse con colori inusuali.

### Con l'editoria futurista
Nell’ottobre 1932, sulla rivista "Futurismo" Tullio pubblicò Le ceramiche futuriste di Tullio d’Albisola e Le ceramiche futuriste di Tullio d’Albisola. Le realizzazioni futuriste in provincia di Savona è del novembre 1932; Ceramiche e vetri del gennaio 1933 e Ceramisti d’eccezione dell'aprile 1933, insieme a La Santabarbara futurista. 
Sul mensile "Stile futurista", di Enrico Prampolini e di Fillia, Tullio pubblicò Dalle "Tre Grazie" neoclassiche alle aeroceramiche futuriste (ottobre 1934). Pubblicò poi il libro La ceramica futurista (Savona, 1939).

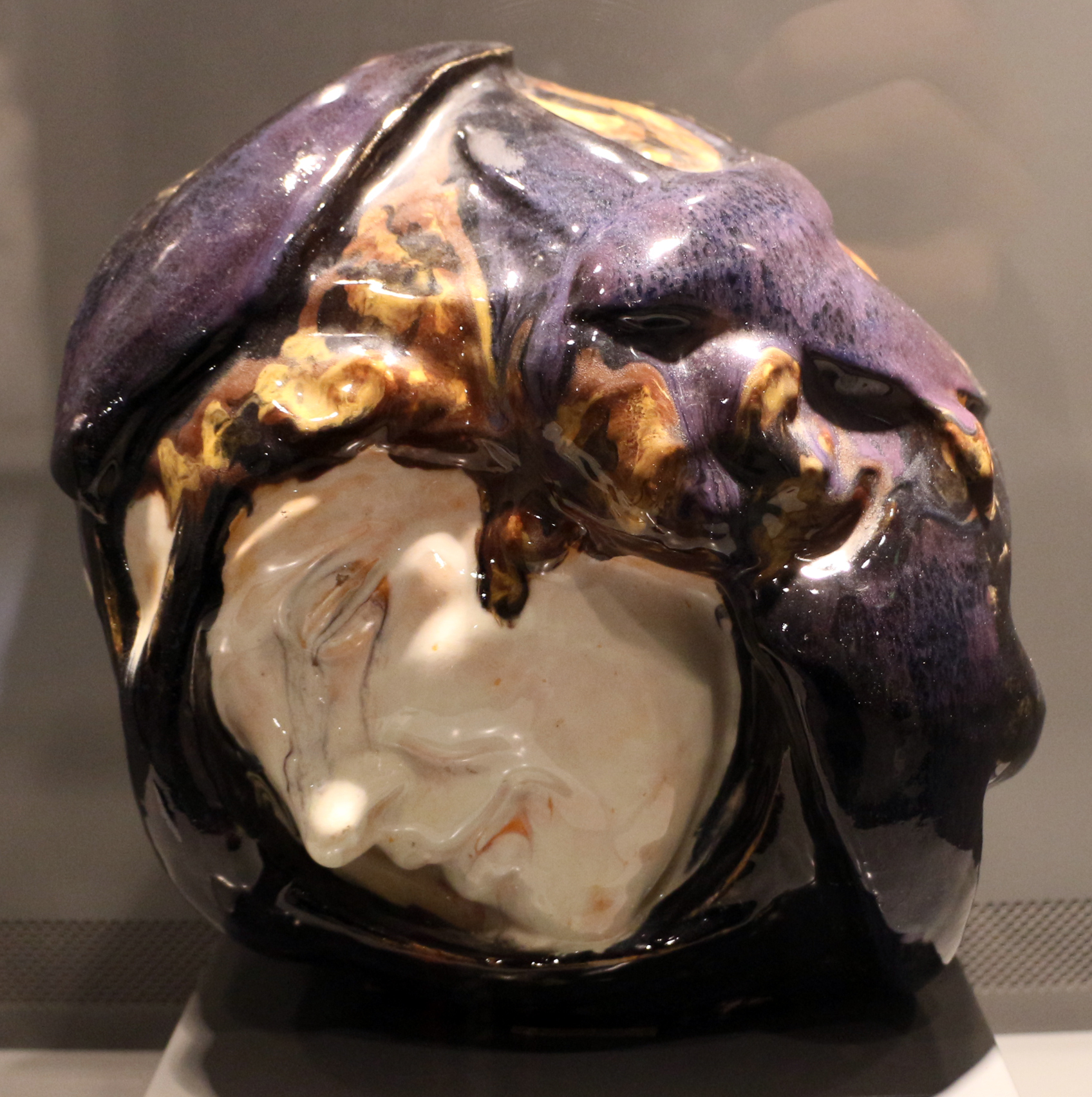
Giovanni Prini, per casa Giuseppe Mazzotti, Primavera (rondine), maiolica dipinta, Albisola 1921

### "Lito-Latta"
Nel 1932, con Marinetti ideò il primo libro stampato su lamine di ferrostagno, litografato a colori. Gli editori erano "Lito-Latta" e "Edizioni futuriste di poesia". In latta realizzò poi L’anguria lirica, del 1934, con presentazione di Marinetti e 12 litografie a colori, a piena pagina, di Bruno Munari. Contiene una raccolta di poesie, stampate su 42 fogli di latta, tirate in 101 esemplari, di cui 50 in commercio. Nel 1934 uscirono Parole in libertà futurista. Tattili termiche olfattive di Marinetti, realizzate con 15 fogli di latta, contenenti 9 testi poetici e 12 litografie a colori a piena pagina di Tullio d'Albisola.

### Scultura e ceramiche monumentali
Tullio progettò sculture seriali in lega di "cromo-alluminio", che dal 1930 furono realizzate alla fonderia Mantegazza di Varazze.
Il 10 aprile 1937 firmò con altri, tra cui Benedetta Cappa Marinetti ed Enrico Prampolini, su "La Gazzetta del popolo", il manifesto di Marinetti Poesia e arti corporative, in cui è scritto che il «nuovo compito della poesia e delle arti nell’Italia Imperiale Fascista figlia della Guerra Veloce [è] quello di organizzare con proficua distribuzione d’intuiti e sforzi creativi l’idealizzazione dei singoli lavori concettuali amministrativi manuali meccanici chimici».
Nel 1939-40 Tullio allestì a Napoli, su bozzetto di Enrico Prampolini, all’esterno della Triennale d’Oltremare, una monumentale ceramica murale. Nel 1942, a Roma, per la futura mostra "E 42" presentò il progetto Strada d’oro, di m 1000 x 30.
Dopo la morte del padre, nel 1944, i fratelli Mazzotti ripresero la produzione tradizionale, lavorando in particolare per ditte di prodotti dolciari e farmaceutici.

Filippo Tommaso Marinetti in compagnia di Tullio d'Albisola

### Ultimi anni
Negli anni Cinquanta i fratelli Mazzotti si avvalsero della collaborazione di artisti come Lucio Fontana - che nella veste di scultore in ceramica aveva lavorato per Mazzotti fin dal 1935 - Giacomo Manzù, Giuseppe Capogrossi e Aligi Sassu. Nel 1954 Tullio fu nominato membro aggiunto all’Accademia internazionale della ceramica di Ginevra. Nel 1959 i fratelli si separarono: Torido divenne unico titolare della ditta "Giuseppe Mazzotti", (G.M.A.), insieme ai suoi figli e poi ai suoi nipoti; Tullio invece fondò la ditta "Vittoria Mazzotti", con la sorella Vittoria e con la nipote Esa Baldantoni: oggi è la ditta "Ceramiche Mazzotti".
Negli anni Sessanta Tullio pubblicò il libro di poesie Amore del "gran fuoco" (Milano, 1963) e i saggi La ceramica popolare ligure (Milano, 1964) e Ceramiche omaggio a N. S. di Misericordia, per il 150 anniversario dell’incoronazione di N. S. di Misericordia (Savona, 1966). Ad agosto 1965 gli fu concessa l’onorificenza di Albisola la Rosa d’oro.
Un nucleo importante di opere di Tullio d'Albisola è al Museo internazionale delle ceramiche di Faenza. La Fondazione "Giuseppe Mazzotti" è stata istituita nel 2002. Documenti significativi sono stati editi, a cura di Danilo Presotto, in quattro volumi, nei Quaderni di Tullio d’Albisola (Savona, 1981-87).